# Emarginula dentigera
Hemimarginula dentigera là một loài ốc biển, là động vật thân mềm chân bụng sống ở biển thuộc họ Fissurellidae.